# Saint-Sulpice (Maine-et-Loire)
Pour les articles homonymes, voir Saint-Sulpice.
Saint-Sulpice est une ancienne commune française située dans le département de Maine-et-Loire, en région Pays de la Loire.
Depuis le 1er janvier 2016 elle forme avec Blaison-Gohier la commune nouvelle de Blaison-Saint-Sulpice,.

## Géographie
Commune du Nord Saumurois, Saint-Sulpice est un petit village d’Anjou situé sur la rive gauche de la Loire, qui se trouve à l'est de Saint-Jean-des-Mauvrets, sur la route D 132, Blaison-Gohier / Saint-Jean-des-Mauvrets.
Son territoire se situe sur les unités paysagères du val d'Anjou et du plateau du Saumurois.

## Toponymie
Durant la Révolution, la commune porte le nom de Les Gorges-Sableuses.

## Histoire
Le 1er janvier 2016, elle forme avec Blaison-Gohier la commune nouvelle de Blaison-Saint-Sulpice,.

## Politique et administration

### Administration municipale

#### Administration actuelle
Depuis le 1er janvier 2016, Saint-Sulpice constitue une commune déléguée au sein de la commune nouvelle de Blaison-Saint-Sulpice et dispose d'un maire délégué.
| Période      | Période  | Identité             | Étiquette | Qualité |
| ------------ | -------- | -------------------- | --------- | ------- |
| janvier 2016 | En cours | Jean-Claude Legendre |           |         |

#### Administration ancienne
| Période                                  | Période       | Identité             | Étiquette     | Qualité |
| ---------------------------------------- | ------------- | -------------------- | ------------- | ------- |
| Les données manquantes sont à compléter. |               |                      |               |         |
| mars 2001                                | mars 2014     | Yves Soupaux         | Apparenté PCF |         |
| mars 2014                                | décembre 2015 | Jean-Claude Legendre |               |         |

### Ancienne situation administrative
Jusqu'en 2015, la commune est membre de la communauté de communes Loire Aubance, elle-même membre du syndicat mixte Pays Loire-Angers.

## Population et société

### Évolution démographique
L'évolution du nombre d'habitants est connue à travers les recensements de la population effectués dans la commune depuis 1793. À partir du 1er janvier 2009, les populations légales des communes sont publiées annuellement dans le cadre d'un recensement qui repose désormais sur une collecte d'information annuelle, concernant successivement tous les territoires communaux au cours d'une période de cinq ans. 
Pour les communes de moins de 10 000 habitants, une enquête de recensement portant sur toute la population est réalisée tous les cinq ans, les populations légales des années intermédiaires étant quant à elles estimées par interpolation ou extrapolation. Pour la commune, le premier recensement exhaustif entrant dans le cadre du nouveau dispositif a été réalisé en 2004,.
En 2013, la commune comptait 189 habitants, en évolution de +3,85 % par rapport à 2008 (Maine-et-Loire : +3,3 %, France hors Mayotte : +2,49 %).
| 1793  | 1800 | 1806 | 1821 | 1831 | 1836 | 1841 | 1846 | 1851 |
| ----- | ---- | ---- | ---- | ---- | ---- | ---- | ---- | ---- |
| 1 095 | 226  | 364  | 332  | 331  | 314  | 297  | 280  | 290  |

| 1856 | 1861 | 1866 | 1872 | 1876 | 1881 | 1886 | 1891 | 1896 |
| ---- | ---- | ---- | ---- | ---- | ---- | ---- | ---- | ---- |
| 271  | 261  | 274  | 254  | 246  | 247  | 232  | 243  | 230  |

| 1901 | 1906 | 1911 | 1921 | 1926 | 1931 | 1936 | 1946 | 1954 |
| ---- | ---- | ---- | ---- | ---- | ---- | ---- | ---- | ---- |
| 217  | 187  | 180  | 148  | 145  | 156  | 180  | 173  | 169  |

| 1962 | 1968 | 1975 | 1982 | 1990 | 1999 | 2004 | 2009 | 2013 |
| ---- | ---- | ---- | ---- | ---- | ---- | ---- | ---- | ---- |
| 160  | 150  | 145  | 162  | 170  | 180  | 189  | 178  | 189  |

### Pyramide des âges
La population de la commune est relativement âgée. Le taux de personnes d'un âge supérieur à 60 ans (22,5 %) est en effet supérieur au taux national (21,8 %) et au taux départemental (21,4 %).
Contrairement aux répartitions nationale et départementale, la population masculine de la commune est supérieure à la population féminine (51,7 % contre 48,7 % au niveau national et 48,9 % au niveau départemental).
La répartition de la population de la commune par tranches d'âge est, en 2008, la suivante :
- 51,7 % d’hommes (0 à 14 ans = 23,9 %, 15 à 29 ans = 8,7 %, 30 à 44 ans = 18,5 %, 45 à 59 ans = 26,1 %, plus de 60 ans = 22,8 %) ;
- 48,3 % de femmes (0 à 14 ans = 17,4 %, 15 à 29 ans = 14 %, 30 à 44 ans = 18,6 %, 45 à 59 ans = 27,9 %, plus de 60 ans = 22,1 %).

| Hommes | Classe d’âge | Femmes |
| ------ | ------------ | ------ |
| 1,1    | 90 ans ou +  | 0,0    |
| 7,6    | 75 à 89 ans  | 8,1    |
| 14,1   | 60 à 74 ans  | 14,0   |
| 26,1   | 45 à 59 ans  | 27,9   |
| 18,5   | 30 à 44 ans  | 18,6   |
| 8,7    | 15 à 29 ans  | 14,0   |
| 23,9   | 0 à 14 ans   | 17,4   |

| Hommes | Classe d’âge | Femmes |
| ------ | ------------ | ------ |
| 0,4    | 90 ans ou +  | 1,1    |
| 6,3    | 75 à 89 ans  | 9,5    |
| 12,1   | 60 à 74 ans  | 13,1   |
| 20,0   | 45 à 59 ans  | 19,4   |
| 20,3   | 30 à 44 ans  | 19,3   |
| 20,2   | 15 à 29 ans  | 18,9   |
| 20,7   | 0 à 14 ans   | 18,7   |

## Économie
Sur 13 établissements présents sur la commune à fin 2010, 15 % relevaient du secteur de l'agriculture (pour une moyenne de 17 % sur le département), aucun du secteur de l'industrie, 8 % du secteur de la construction, 62 % de celui du commerce et des services et 15 % du secteur de l'administration et de la santé.

## Culture locale et patrimoine

### Lieux et monuments
- Château de l'Ambroise des XVIe,  XVIIe et XVIIIe siècles, avec chapelle, dépendances et anciens jardins,  Classé MH (1989, chapelle ; colombier ; orangerie ; écurie ; grange ; pressoir ; jeu de paume ; logement de domestiques ; jardin ; enclos ; portail ; tour ; salon ; escalier ; élévation ; toiture ; décor intérieur) [15] ;
- Église Saint-Sulpice du XVIIIe siècle,  Inscrite MH (1990, portail)[16].